# Pluto Kuiper Express
Pluto Kuiper Express sarebbe dovuta essere una sonda spaziale della NASA destinata a raggiungere Plutone e la fascia di Kuiper nel 2012 ma il suo sviluppo è stato interrotto nel 2000 in favore della missione New Horizons lanciata agli inizi del 2006.
Plutone si trova ai margini del sistema solare e non è mai stato osservato da vicino da una sonda prima di New Horizons (14 luglio 2015). Era dagli anni ottanta che gli scienziati della NASA proponevano una missione verso Plutone e Pluto Kuiper Express avrebbe dovuto finalmente raggiungere questo obiettivo nel 2012.

## Obiettivi della missione
Era previsto che facesse un fly-by su una traiettoria iperbolica per proseguire oltre Plutone, la sonda avrebbe compiuto rilievi topografici del pianeta e del suo satellite, Caronte, in grande dettaglio.
Scoperto nel 1930, Plutone è insolito dentro e fuori. La superficie è un guscio di metano, monossido di carbonio, azoto e ossigeno ghiacciati. Sotto, il corpo di roccia e ghiaccio potrebbe essere più simile al nucleo di una cometa che a quello tipico di un pianeta. Plutone orbita ai margini della fascia di Kuiper, un insieme disordinato di comete e altri oggetti troppo piccoli per essere considerati pianeti. La sua distanza dal Sole varia da 4,4 a 7,4 miliardi di km durante la sua orbita eccentrica di 248 anni, e il suo diametro (2340) è solo il doppio di quello di Caronte, inducendo alcuni astronomi a considerare la coppia un pianeta doppio.
Poiché Plutone è così lontano dalla Terra, le migliori immagini del pianeta (ottenute dal Telescopio spaziale Hubble) hanno una risoluzione molto bassa. Ma Pluto Kuiper Express doveva passare a meno di 15.000 km di distanza dalla superficie, riprendendo immagini che avrebbero mostrato strutture più piccole di 1 km. Secondo Robert Staehle, direttore del progetto, la sonda doveva essere lanciata nel 2004, per poi viaggiare a circa 18 km/s per almeno un decennio per completare il suo viaggio di 5 miliardi di km. Una volta arrivata, la sonda avrebbe dedicato solo poche ore all'osservazione vera e propria.

## Caratteristiche tecniche
In quel periodo la NASA aveva coniato un motto "più veloce, migliore e più economico", e per questo motivo Pluto Kuiper Express doveva essere relativamente leggero (circa 175 kg) con un costo di circa 250 milioni di dollari. Larga circa un metro, la sonda doveva trasportare una strumentazione appena più pesante di uno zaino di libri. Le telecamere e gli spettrometri avrebbero dovuto fotografare le strutture superficiali di Plutone e Caronte, caratterizzare la chimica della superficie e misurare la pressione atmosferica; infine era prevista anche una misura dell'attrazione gravitazionale di Plutone.
Durante l'avvicinamento, uno spettrometro ultravioletto avrebbe determinato la composizione della tenue atmosfera misurando l'assorbimento della luce solare che l'attraversa. L'atmosfera di Plutone è interessante per la sua estrema variabilità. Quando il pianeta è più vicino al Sole, alcune delle sostanze congelate sublimano in gas. Ma, poiché il pianeta è così piccolo, la scarsa gravità non può mantenere i gas molto a lungo, e l'atmosfera sfugge nello spazio quasi alla stessa velocità con cui si forma. Secondo alcuni, quando Plutone si allontana dal Sole in regioni più fredde, i gas atmosferici ricongelano e cadono in grossi pezzi sulla superficie: Pluto Kuiper Express avrebbe tentato di verificare questa teoria.

## Altri obiettivi oltre Plutone
Dopo il passaggio presso Plutone, la sonda doveva proseguire fino alla fascia di Kuiper, dove le telecamere e lo spettrometro infrarosso sarebbero stati puntati sui corpi ghiacciati nelle vicinanze, di cui sarebbe stata analizzata la composizione chimica. Se gli oggetti della fascia di Kuiper hanno la stessa composizione di Plutone, la somiglianza confermerebbe le teorie secondo cui il pianeta potrebbe essere sfuggito da questa regione. Un'ulteriore analisi potrebbe spiegare il mistero della nascita di Plutone, e forse anche gettare luce sulle origini della Terra.

## Il progetto alternativo
Il progetto Pluto Kuiper Express è stato abbandonato per motivi di bilancio alla fine del 2000 ma è poi stato sostituito dalla sonda New Horizons che è partita agli inizi del 2006 con obiettivi molto simili.